# Giovanni Pellielo
Giovanni Pellielo (Vercelli, 11 januari 1970) is een Italiaans schutter. 

## Biografie
Pellielo komt uit in het onderdeel olympische trap. Op de Olympische Zomerspelen 1992 deed hij mee aan de competitie voor zowel mannen als vrouwen, omdat er nog geen aparte competities waren voor mannen en vrouwen. Hij werd tiende. In 1994 vestigde hij een nieuw wereldrecord door het maximum van 125 punten te behalen. Op de Olympische Zomerspelen 1996 werd hij dertiende met 120 punten. Michael Diamond werd olympisch kampioen. Vier jaar later behaalde Pellielo brons, opnieuw na Diamond. In 2004 behaalde hij zilver na Alexey Alipov. Ook in 2008 behaalde hij zilver. 
In 2012 kwam Pellielo één punt tekort om zich voor de finale te plaatsen. Hij behaalde de achtste plaats. In 2016 behaalde hij opnieuw zilver, ditmaal achter Josip Glasnović.

## Palmares
- Olympische Zomerspelen 1992: 10de
- Olympische Zomerspelen 1996: 13de
- Olympische Zomerspelen 2000:
- Olympische Zomerspelen 2004:
- Olympische Zomerspelen 2008:
- Olympische Zomerspelen 2012: 8ste
- Olympische Zomerspelen 2016: